# Havnebyen
Havnebyen ist ein dänisches Dorf im Nordwesten der Insel Seeland.
Der Ort liegt in der Kommune Odsherred an der Nordseite der schmalen Halbinsel Sjællands Odde. Das Dorf hat 590 Einwohner (Stand 1. Januar 2023) und ist der größte Ort der Halbinsel. Er gehört zum Kirchspiel Odden Sogn. Südlich des Orts besteht eine Ortsumgehung, so dass der Durchgangsverkehr nicht durch das Ortszentrum geführt wird. Westlich des Orts, zur Spitze der Halbinsel hin, liegt das Dorf Yderby sowie der Fährhafen Odden. Südöstlich liegt Overby, wo sich mit der Odden Kirke auch die Kirche des Gebiets befindet.
Der Name des Orts bedeutet Hafenstadt und verweist auf den hier bestehenden Odden Hafen. Der Hafen wurde im Jahr 1908 als ständiger Hafen angelegt. Erst mit seiner Errichtung entstand auch der Ort Havnebyen in seiner heutigen Form. Der Odden Hafen wird vor allem von der Fischerei und maritimen Freizeitverkehr genutzt. Im Hafen gibt es neben gastronomischen Einrichtungen auch eine Fischräucherei, deren Betriebsgebäude von Arne Jacobsen entworfen wurde. Auf dem Hafengelände befindet sich der Anker des im Jahr 1808 von britischer Seite versenkten Schiffes Prinz Christian.
Im Ort besteht auch ein Einkaufszentrum sowie eine Tankstelle. Das Umfeld des Orts ist vor allem in der Sommersaison durch Tourismus geprägt. An der Ostseite der Ortslage befindet sich ein einfacher Zeltplatz.

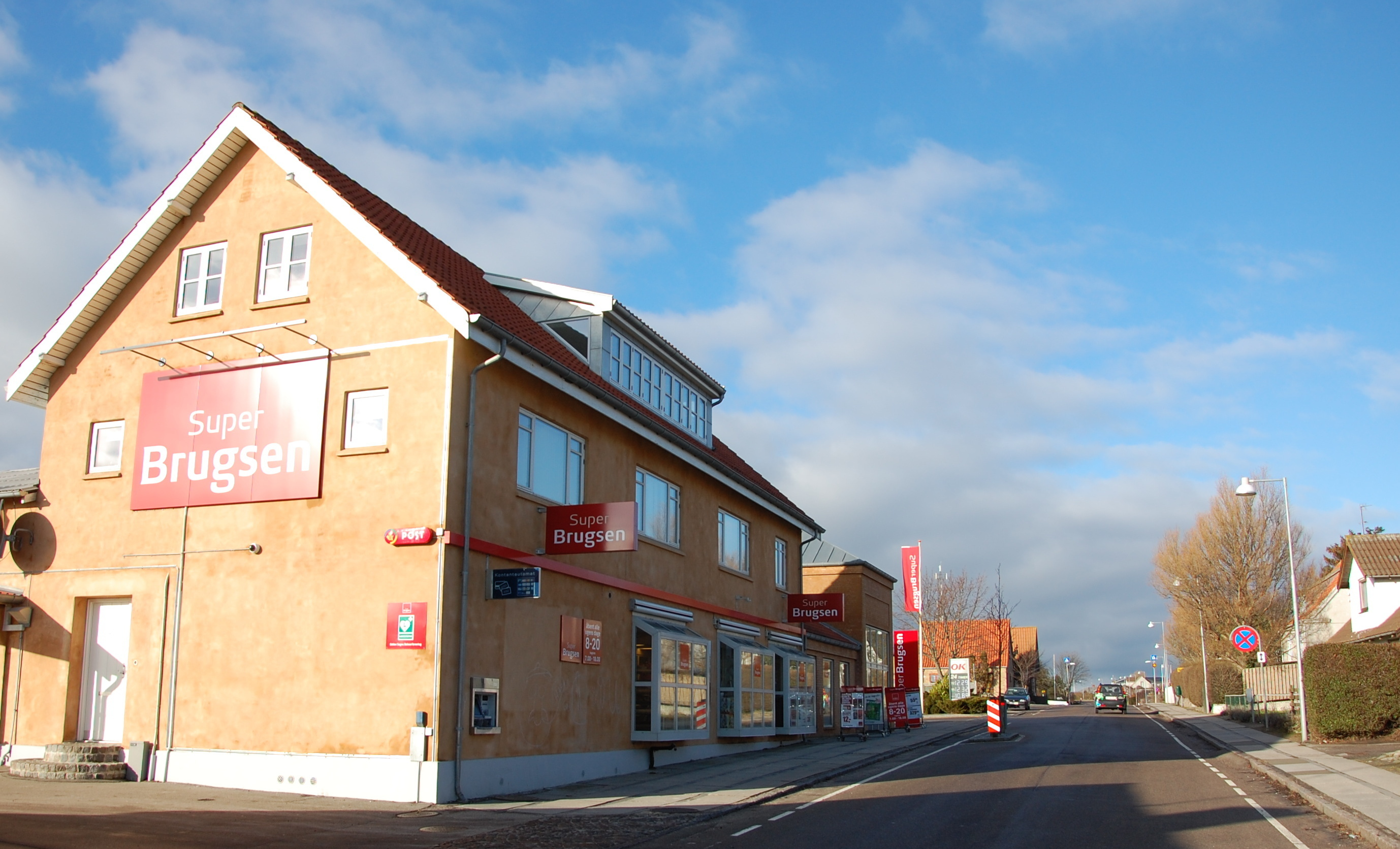
Einkaufsmarkt und Tankstelle in Havnebyen